# Теоретична психологія
Теоретична психологія — метарозділ психології, який можна виділити зі складу психологічних наук у протиставлення практичних психологічних наук, таких як інженерна психологія, психотехніка, психотерапія тощо. Найчастіше входить до складу словосполучення «Загальна та теоретична психологія», або як синонім «загальної психології».
Термін «теоретична психологія» зустрічається у працях багатьох авторів, однак він не був використаний для оформлення особливої наукової галузі.
У той же час, А. В. Петровський вважає, що виділення теоретичної психології у окрему галузь знання, засновану на саморефлексії психологічної науки, назріло й дозволить зробити предметом розгляду не тільки емпірично отримані та узагальнені психологічні знання, але й психологічні теорії та концепції, які виникають у конкретних історичних умовах для узагальнення таких знань. При цьому, на відміну від історії психології, теоретична психологія використовує принцип історизму для аналітичного розгляду результату розвитку науки на кожному етапі та виявляє складові сучасного теоретичного знання в найбільш значущих характеристиках і підходах.